# Falca
Falca – wieś w Rumunii, w okręgu Kluż, w gminie Mociu. W 2011 roku liczyła 12 mieszkańców.